# 픽 앨리의 총잡이

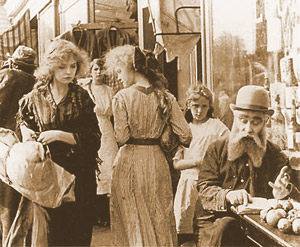

픽 앨리의 총잡이(The Musketeers Of Pig Alley)는 미국에서 제작된 D.W. 그리피스 감독의 1912년 영화이다. 릴리언 기시 등이 주연으로 출연하였다.
이 영화는 문화적, 역사적, 미적 중요성으로 인해 미국 의회도서관에 의해 미국 국립영화등기부의 보존물로 선정되었다.

## 출연

### 주연
- 릴리언 기시

### 조연
- 월터 밀러